# FC Speranța Crihana Veche
El FC Speranța Crihana Veche es un equipo de fútbol de Moldavia que juega en la División del Sur de Moldavia, una de las ligas regionales que conforman la cuarta división de fútbol en el país.

## Historia
Fue fundado el 12 de marzo de 2009 en la villa de Crihana Veche en el distrito de Cahul como equipo de la Divizia A en la temporada 2009/10 en la que terminó en tercer lugar de la zona sur.
Dos temporadas más tarde logra el ascenso a la División Nacional de Moldavia por primera vez como subcampeón de liga debido a que el FC Sheriff-2 Tiraspol, campeón de la segunda división de ese año, era inelegible para ascender por ser un equipo filial.
En la temporada de debut terminó en el lugar 11 entre 12 equipos, originalmente descendiendo de categoría, pero salvó la categoría porque el FC Iskra-Stal dejó la liga en esa temporada al no tener una sede para jugar de local. El descenso llegó en la siguiente temporada al terminar en penúltimo lugar y con problemas financieros y con varios cambios de entrenador que lo llevaron a bajar a las divisiones aficionadas.

## Entrenadores en Primera División
- Igor Ursachi (julio de 2012 – octubre de 2012)
- Veaceslav Rusnac (octubre de 2012 – noviembre de 2012)
- Oleg Bejenari (noviembre de 2012 – junio de 2013)
- Serghei Dubrovin (agosto de 2013)
- Sorin Bucuroaia (agosto de 2013 – octubre de 2013)
- Serghei Dubrovin (octubre de 2013-)